# Черкасский, Куденет Камбулатович
Куденет Камбулатович Черкасский (Куденет-мурза) (ум. 1624) — старший князь-валий Кабарды (1616—1624), старший сын великого князя-валия Кабарды Камбулата Идаровича Черкасского (ум. 1589).

## Биография
В январе 1588 года кабардинские князья Мамстрюк Темрюкович и Куденет Камбулатович Черкасские с посольством прибыли в Москву, где были с большими почестями приняты царем Федором Иоанновичем. На приёме в Золотой палате Кремля двоюродные братья Мамстрюк и Куденет были приведены к шерти, то есть принесли присягу на верность русскому царю. Князья Черкасские принесли присягу от своего имени, а также от имени великого князя-валия Кабарды Камбулата Идаровича, его детей, от имени Анзоруко и Сунчалея Канклычевичей, Битемрюка Идаровича, его сына Елбуздуки, а также от Домануко Темрюковича, то есть от всего рода Идаровичей.
В августе 1588 года царь и великий князь Федор Иоаннович отправил терскому воеводе князю Андрею Хворостинину грамоту, где сообщал, что приезжали в Москву кабардинские князья Мамстрюк и Куденет-мурза и били челом о принятии их в русское подданство. Далее царь извещал: «И мы их пожаловали своим жалованием, и впред их жаловати хотим, и держати под своею царскою рукй хотим, и жалованную им свою грамоту з золотой печатью дали».
По царскому указу терский воевода Андрей Иванович Хворостинин должен был отказывать военную помощь сыновьям Темрюка, Камбулату Идаровичу и его сыну Куденету в борьбе против их противников, князей Большой Кабарды Шолоха Тапсарокова и Темшанука, Асланбека и Жансоха Кайтукиных и их родственников. В 1589 году русское правительство прислало в Кабарду отряд стрельцов. Кабардинские князья Куденет и Мамстрюк Черкасские вместе с русскими ратными людьми разорили родовые владения князя Шолоха Тапсарокова. В том же 1589 году князья Мамстрюк и Куденет Черкасские со своими дружинами сопровождали русского посла князя Семена Звенигородского во время его поездки через Кабарду в Грузию.
В 1589 году скончался великий князь-валий Кабарды Камбулат Идарович (1578—1589), отец Куденет-мурзы. После смерти Камбулата новым князем-валием Кабарды был избран Кайтуко Кайтукин, сын князя Кайтуко Бесланова и противник Идаровичей.
В 1600 или 1601 году кабардинские князья Мамстрюк и Домануко Темрюковичи, двоюродные братья Куденета, были вероломно убиты князем Большой Кабарды Кази-мурзой Пшеапшоковым. Затем Кази-мурза совершил поход на родовые земли остальных Идаровичей, разорил их, захватил в плен много их подданных и домашнего скота. Вскоре князь Куденет Черкасский с семьей и вассалами вынужден бы переселиться из своих владений в Терский город, под защиту русского гарнизона.
В 1603 году князь Куденет Камбулатович Черкасский вместе с сыновьями принес шерсть (присягу) на верность русскому царю Борису Годунову.
В 1616 года после смерти князя-валия Кабарды Шолоха Тапсарокова Куденет Камбулатович Черкасский, пользовавшийся поддержкой Москвы, был избран новым великим князем-валием Кабарды. Не пользовался поддержкой большинства кабардинских князей.
В 1624 году князь-валий Кабарды Куденет Камбулатович Черкасский скончался, оставив после себя трех сыновей (Куденета, Келемета и Ильдара). После смерти Куденета жалованная грамота на должность князя-валия Кабарды была выдана его младшему брату Пшемахо Камбулатовичу Черкасскому, но он не получил поддержки на выборах.